# زوران رانکوویچ
زوران رانکوویچ (صربی: Zoran Ranković؛ زادهٔ ۱۷ دسامبر ۱۹۶۹) بازیکن فوتبال اهل صربستان بود.
از باشگاه‌هایی که در آن بازی کرده‌است می‌توان به باشگاه فوتبال شانگهای گرینلند شنهوآ و باشگاه فوتبال بیجینگ گوان اشاره کرد.
وی همچنین در تیم ملی فوتبال صربستان و مونته‌نگرو بازی کرده‌است.